# پیشنهاد بی‌شرمانه به نقاش مرده
پیشنهاد بی شرمانه به نقاش مرده فیلم ویدئویی به کارگردانی محسن اورنگ و ساخت سال ۱۳۸۴ است .

## بازیگران
| بازیگر     | نقش |
| ---------- | --- |
| حامد بهداد |     |
| رضا رویگری |     |

## جزئیات
- ژانر: اجتماعی / درام / کمدی
- رنگ: رنگی
- صدا: Mono
- لوکیشن: تهران